# 永恒边缘
《永恒边缘》是Midgar Studio开发的电子角色扮演游戏，由Dear Villagers于2021年发行，对应Microsoft Windows平台。PlayStation 4、PlayStation 5、Xbox One、Xbox Series X/S、任天堂Switch版预定2022年发行。
据Metacritic统计，Windows版获得「两极分化或一般」的评价。